# Tombolia

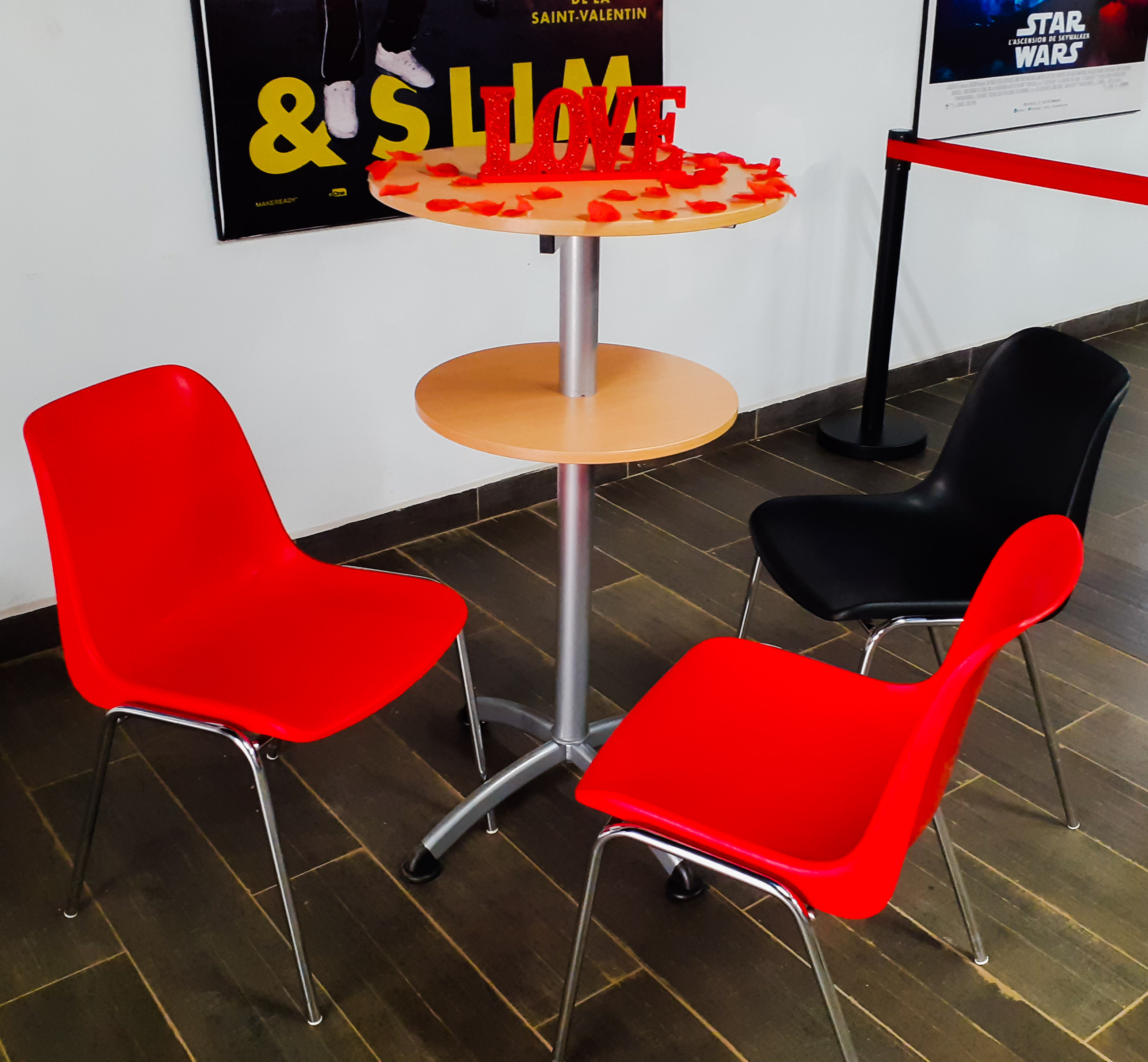

Tombolia est un ancien village de la presqu'ile de Kaloum, en Guinée, aujourd'hui quartier de la capitale, Conakry. Ce quartier dépend de la commune de Matoto, l'une des six communes qui constituent la ville de Conakry.

## Situation géographique
La commune urbaine de Tombolia dont le chef-lieu est Tombolia, elle est limitée au nord par la route Leprince, à l’ouest par la rivière séparant les quartiers Kissosso et Entag, à l’est par la transversale numéro 9 (T9), au nord par Lansanayah barrage jusqu’en bordure de mer et au sud par l’océan atlantique.

## Administration
En avril 2024, le MATD confie la gestion des nouvelles communes a des délégations spéciales
| N° | Nom                 | intituler | Debut          | fin      | motif |
| -- | ------------------- | --------- | -------------- | -------- | ----- |
| 01 | Dr Moundjour Chérif | President | 16 avril 2024, | En cours |       |
|    |                     |           |                |          |       |

## Situation
Tombolia est situé à l'intérieur des terres, en bordure de la mangrove, dans la partie nord-est de l'agglomération de Conakry, assez éloignée du centre-ville. Le quartier est traversé par la route nationale 1, qui est à cet endroit l'autoroute Fidel Castro, à peu près à mi-chemin entre l'aéroport et le carrefour dit "Km 36".

## Histoire
Selon la tradition, Tombolia était le village où résidait vers 1600 le roi des Baga, Manga Tombo Ali Sylla, quand Soumba Toumany, guerrier venu du nord et futur fondateur du royaume de Dubréka, le rencontra et obtint de lui de s'installer avec ses hommes dans la région de Dubréka.
En 1929, l'administration coloniale constate dans un rapport la force des anciennes traditions dans le village de Tombolia : « Tombolia où s'étaient installés les premiers habitants est devenu un village sacré où prédomine l'influence des grands anciens, des défunts, des premières personnes ayant demeuré dans le pays. Les habitants actuels sont les descendants des premiers chef du pays… ».

## Sociologie
Les anciennes familles baga, détentrices du pouvoir coutumier, conservent une certaine autorité dans le quartier à la fin du XXe siècle, mais, avec la multiplication des lotissements, elles sont désormais minoritaires dans la population du quartier, ce qui les marginalise.

## Personnalités liées à Tombolia
- Soumba Toumany, né vers 1571, chasseur et guerrier